# Ла-Шапель-Нёв (Кот-д’Армор)
Ла-Шапе́ль-Нёв (фр. La Chapelle-Neuve, брет. Ar Chapel-Nevez) — коммуна во Франции, находится в регионе Бретань. Департамент — Кот-д’Армор. Входит в состав кантона Каллак. Округ коммуны — Генган.
Код INSEE коммуны — 22037.

## География
Коммуна расположена приблизительно в 430 км к западу от Парижа, в 135 км западнее Ренна, в 50 км к западу от Сен-Бриё.

## Население
Население коммуны на 2016 год составляло 404 человека.
| 1962 | 1968 | 1975 | 1982 | 1990 | 1999 | 2008 | 2016 |
| ---- | ---- | ---- | ---- | ---- | ---- | ---- | ---- |
| 885  | 798  | 677  | 527  | 442  | 400  | 425  | 404  |

## Экономика
Основу экономики составляет сельское хозяйство.
В 2007 году среди 249 человек в трудоспособном возрасте (15—64 лет) 168 были экономически активными, 81 — неактивными (показатель активности — 67,5 %, в 1999 году было 66,5 %). Из 168 активных работали 146 человек (84 мужчины и 62 женщины), безработных было 22 (9 мужчин и 13 женщин). Среди 81 неактивных 17 человек были учениками или студентами, 34 — пенсионерами, 30 были неактивными по другим причинам.

## Достопримечательности
- Церковь Нотр-Дам
  - Статуя Св. Николая. Высота — 105 см. Исторический памятник с 1988 года[3]

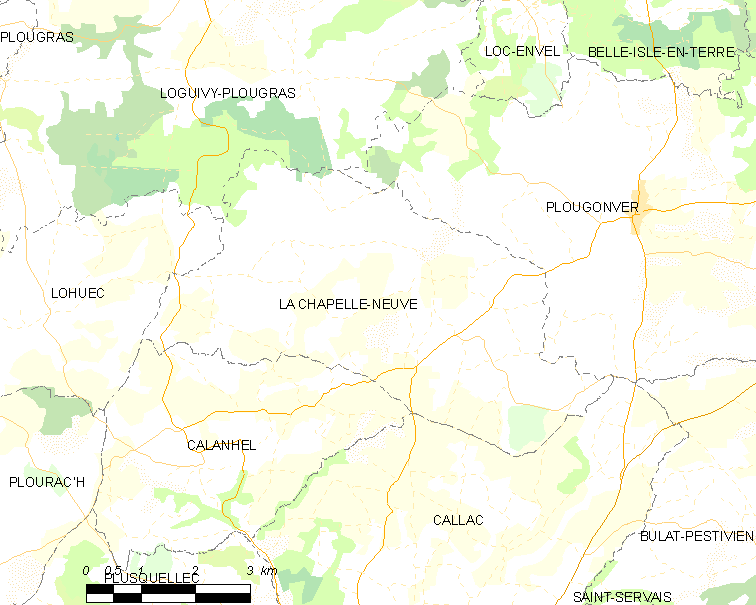
Карта коммуны